# Pogrom de Lwów de 1918
Ne doit pas être confondu avec Pogroms de Lviv de 1941.
Le pogrom de Lwów de 1918 a eu lieu dans la ville de Lwów, en Galicie, aujourd'hui Lviv en Ukraine, du 21 au 23 novembre 1918, au cours de la guerre polono-ukrainienne. 
À la suite de la prise de la ville par les troupes polonaises, les Juifs ont été victimes de violences et de vols perpétrés par des soldats polonais ,, des miliciens, des civils anarchistes de nationalités différentes,, des criminels locaux et des civils polonais de toutes les classes sociales. La plupart des victimes juives étaient des réfugiés non armés, des Juifs hassidiques. Ces actes de violence comprennent des viols et des actes de cruauté contre des enfants, des femmes et des personnes âgées,, outre les scènes d'humiliation, pillages et mises à sac,. Entre 50 et 150 Juifs ont été tués et 500 ont été blessés. Pendant les émeutes et selon les sources, entre zéro et environ 270 Ukrainiens généralement armés et combattants ont également été tués,.
Lors de l'incendie dans le quartier juif de Lwów, 3 synagogues ont été brûlées.
Selon un rapport du ministère polonais des Affaires étrangères sur le pogrom, plus de 50 immeubles d'habitation de trois étages ont été détruits où se trouvaient 500 entreprises juives. 2 000 Juifs ont été laissés sans-abri, et les pertes matérielles se sont élevées à 20 millions de dollars actuels.
Le prétexte utilisé par les soldats polonais pour justifier le pogrom a été le soutien apporté par certains Juifs aux Ukrainiens malgré le fait que la majorité des Juifs galiciens se tenaient dans la neutralité,.
Plus d'un millier de personnes dont des soldats, ont été arrêtées par les autorités polonaises pendant et après le pogrom,.
Les événements de Lwów de 1918 ont été largement rendus publics dans la presse internationale mais quasiment pas ou de manière édulcorée dans la presse polonaise.  
Le président américain Woodrow Wilson a nommé une commission dirigée par Henry Morgenthau Sr., pour enquêter sur les excès commis contre la population juive en Pologne souveraine, nouvellement créée après 123 ans de partitions par les empires voisins, non seulement lors du pogrom de Lwow mais également ceux de Pinsk et de Kielce. Le rapport Morgenthau a été publié le 3 octobre 1919 et blanchit le gouvernement polonais de toute responsabilité pour les événements, en attribuant les pertes à « l'état chaotique et contre nature des affaires ».  

## Contexte
Les Juifs de Lwów avaient déjà été victimes d'un pogrom militaire russe commis par des cosaques le 27 septembre 1914, qui avait emporté 30 à 50 vies juives.
Les Juifs de Galicie ont été pris dans le conflit polono-ukrainien de l'après-Première guerre mondiale et ont été victimes d'une vague montante de pogroms dans la région, alimentée par un état de non-droit post-guerre mondiale. Dans le chaos de la guerre, l'armée polonaise a permis le recrutement de criminels de droit commun libérés des prisons locales ainsi que des déserteurs de Habsbourg, des armées allemandes et russes, ce qui fut désastreux. Au début de 1918, une vague de pogroms a balayé des villes habitées de Polonais de la Galicie occidentale, commis en grande partie par ces soldats démobilisés et des déserteurs de l'armée. 
Tout au long du conflit ukraino-polonais de 1918-1919, les Juifs ont servi de boucs émissaires pour compenser les frustrations des forces belligérantes. 

## Appellation

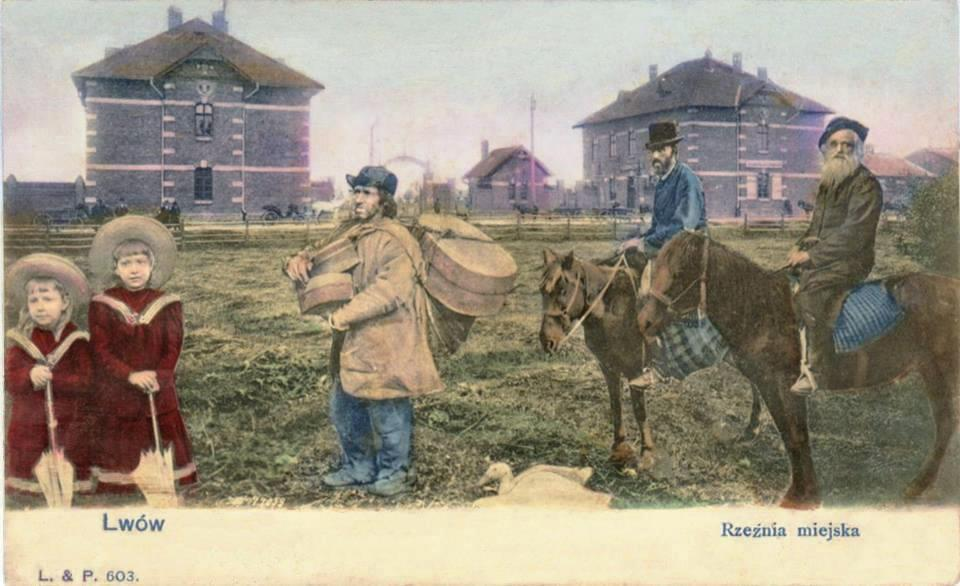
Carte postale : « Nouveau massacre à Lwow », 1903

Il a  eu un certain débat pour savoir si cet événement doit être désigné comme un pogrom et en fait, le rapport Morgenthau a soulevé cette question de savoir si l'étiquette pogrom est techniquement applicable à ces émeutes dans les temps de guerre. Parmi les historiens modernes, le Britannique Norman Davies a demandé si ces circonstances peuvent être décrits avec précision comme un « pogrom ». Cependant, le rapport soumis au ministère polonais des Affaires étrangères cité par Hagen a caractérisé l'incident comme un pogrom, et a critiqué l'inaction des fonctionnaires polonais à ne pas mettre fin à la violence, tout en accusant les fonctionnaires de propager des accusations incendiaires contre les juifs de Lwów. L'historien David Engel a noté que le ministère polonais des Affaires étrangères avait mené une campagne visant à décourager l'utilisation du terme « pogrom » par les enquêteurs étrangers, même si lui-même a utilisé ce terme librement dans sa propre enquête. 
Après le pogrom de 1914, celui de 1918, Lviv ne fait plus cas d'incident antisémite majeur par la suite jusqu'en 1941, lorsqu'après l'occupation allemande, la communauté juive devient la cible d'un nouveau pogrom par les Ukrainiens locaux, du 30 juin au 2 juillet,. 

## Galerie

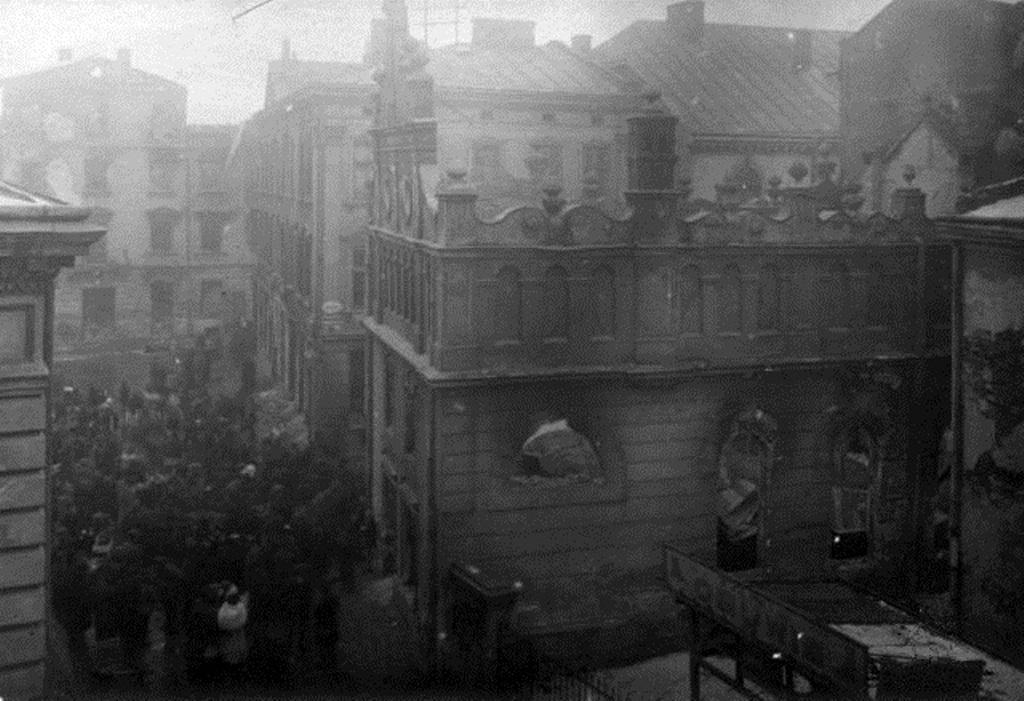
Synagogue Hassidim Shul après le pogrom in november 1918
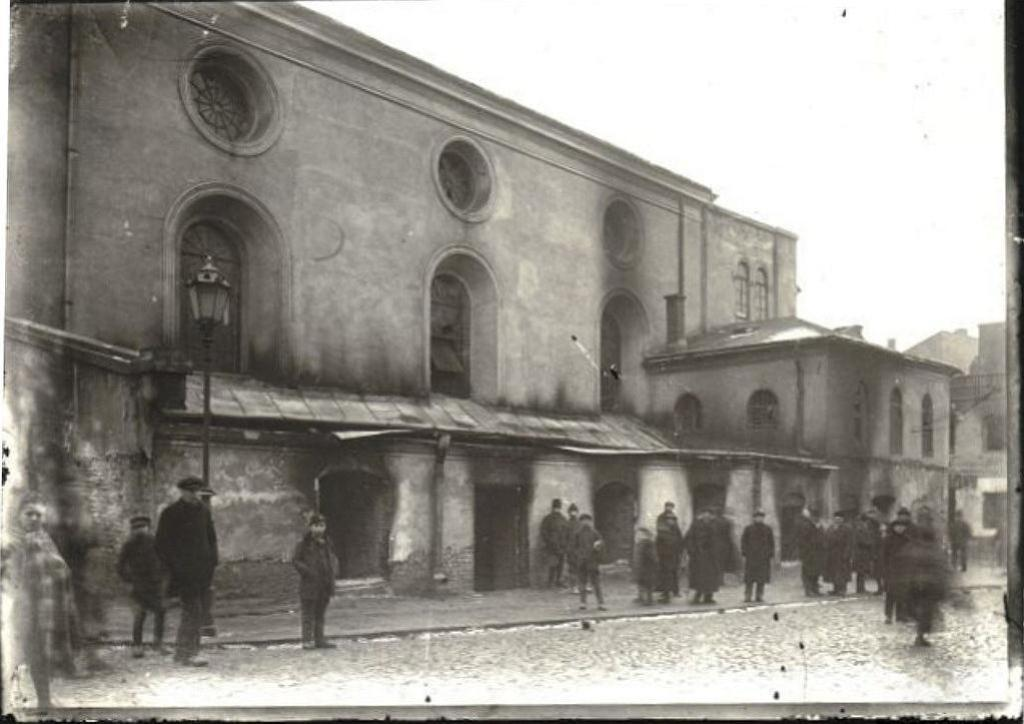
Grande synagogue rue Bozhnichey (Syanskoy) après le pogrom en novembre 1918
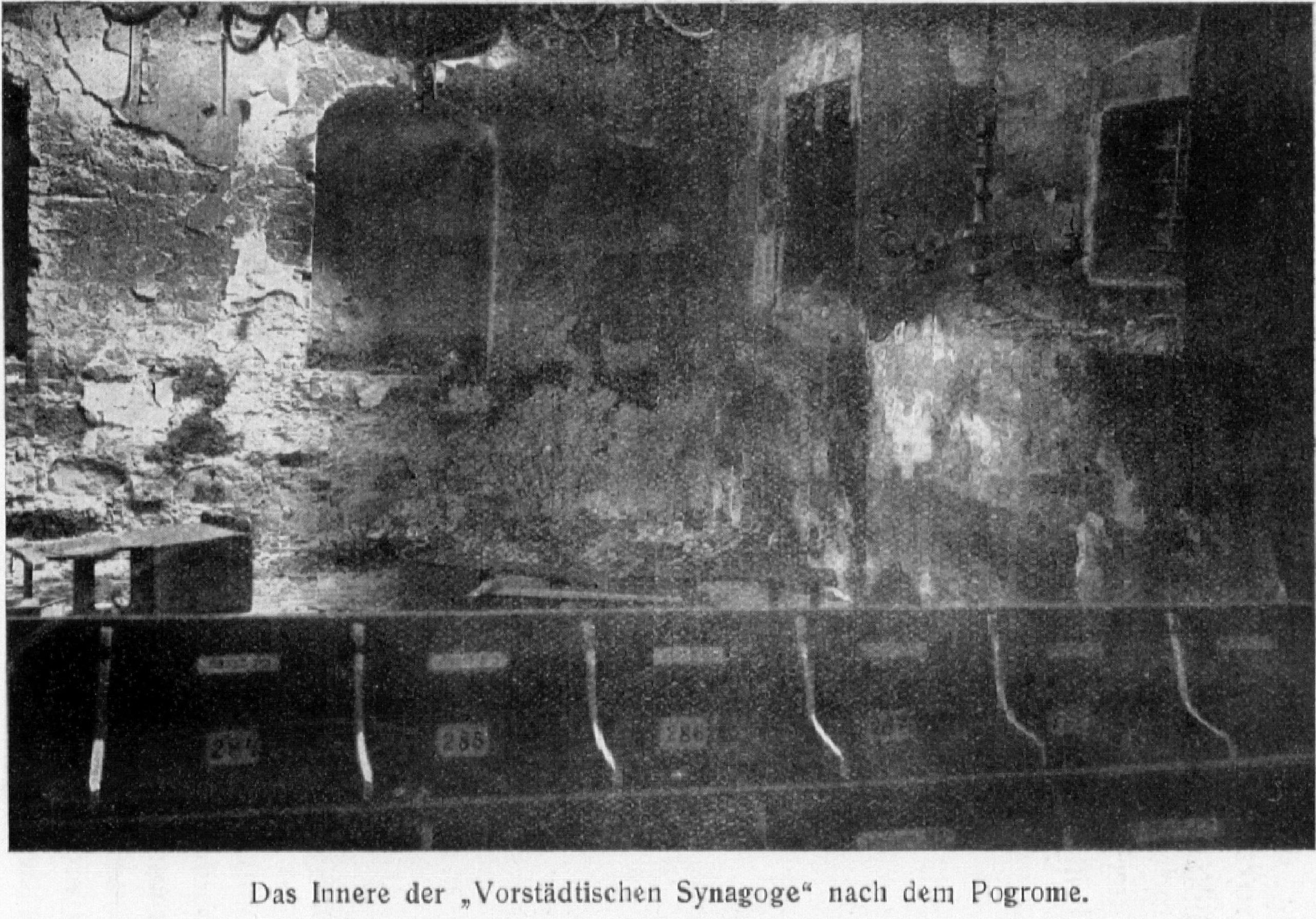
Intérieur de la Grande synagogue après le pogrom
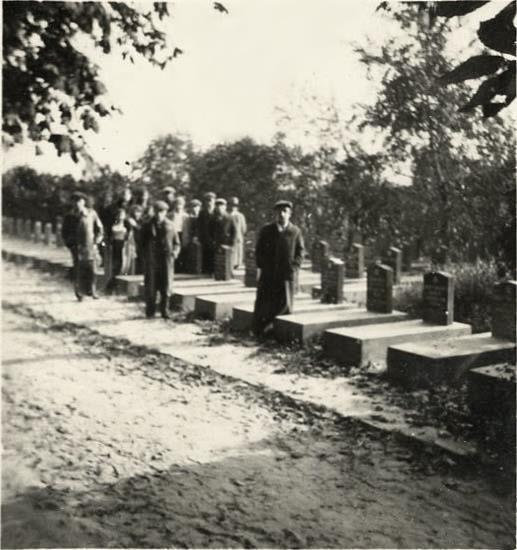
Tombes des victimes du pogrom de 1918.
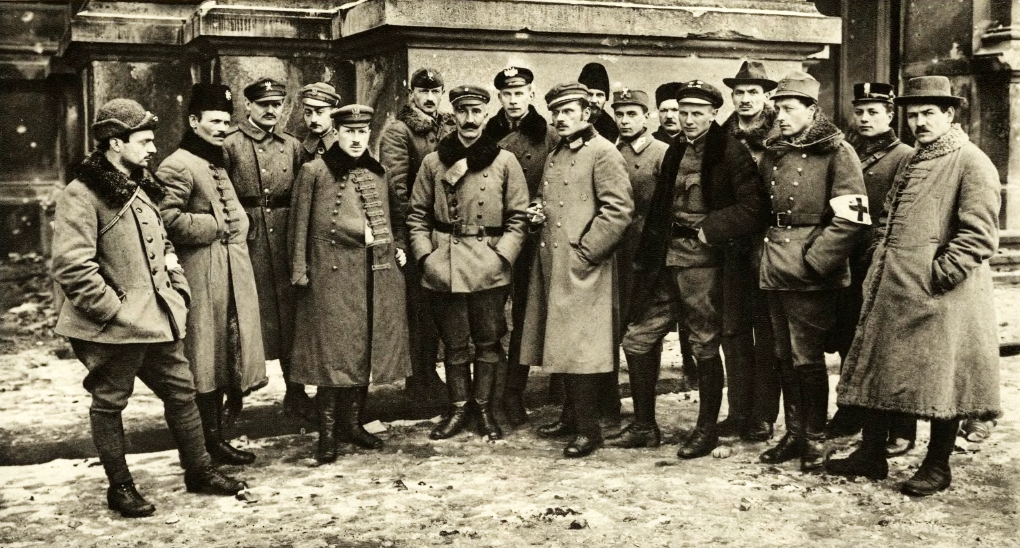
Officiers polonais à Lwow : Ludwik de Laveaux et Czesław Mączyński.

## Sources
Chasanowich, Leon. Les pogromes anti-Juifs en Pologne et en Galicie en novembre et décembre 1918 : faits et documents. Stockholm, 1919.